# لغة بوسو
لغة بوسو هي لغة في طريقها للانقراض. يبلغ عدد المتحدثين بها 8 أشخاص فقط، جميعهم في الكاميرون وفقاً لإحصائيات الثمانينيات من القرن الماضي. أما في عام 2005 فكان عدد المتحدثين بلغة بوسو 3 أشخاص فقط.
رمز لغة بوسو بالنسبة لأيزو 639-3 هو (bju)

## على الإنترنت
سُمي موقع بوسو -وهو موقع لتعلم اللغات- (بالحروف اللاتينية: Busuu.com) بهذا الاسم نسبةً للغة بوسو، وذلك من أجل محاولة إنقاذها هي وما شابهها من اللغات من الفناء.